# Терновка (Фроловский район)
Терно́вка — хутор во Фроловском районе Волгоградской области России. Административный центр Терновского сельского поселения

## География
Хутор расположен в 12 км восточнее Фролово на реке Арчеда, у трассы «Фролово—Камышин».

## История
До 1918 года хутор Терновский входил в юрт станицы Кременской Усть-Медведицкого округа Области Войска Донского.
В 1864 году в хуторе была построена православная деревянная церковь Тихона Задонского. По состоянию на 1896 год церковь с приходом относилась к Глазуновскому благочинию Донской епархии (станица Глазуновская). Причт состоял из священника, дьякона и псаломщика. В состав прихода входили хутора Амелинский, Калиновский, Маноцкий, Шурупов, посёлки Чернушкин, Перфиловский, Ляпин, Попов[уточнить]. Среди прихожан было 2068 православных и 153 раскольника. В 1877 году при церкви было открыто сельское приходское училище, а в 1886 году — церковно-приходская школа.
В 1911 году была построена новая однопрестольная деревянная церковь с колокольней. Освящена 4 ноября 1911 года. В 1913 году церкви принадлежало 50 десятин пахотной земли, купленной 12 июля 1910 года; дом для священника, построенный в 1910 году на церковные средства; деревянное на каменном фундаменте здание церковноприходской школы, рассчитанное на 50 учащихся, с квартирой для учителя; деревянный дом для церковного караула.

## Население
| 2002 | 2010 |
| ---- | ---- |
| 948  | ↘863 |

Национальный состав
Согласно результатам переписи 2002 года, в национальной структуре населения
русские составляли 91 % из общей численности населения в 948 человек.

## Инфраструктура
В хуторе находятся школа, медучреждение, магазины, пекарня, детский сад, библиотека, сельский клуб, игровые площадки, стадион, зимний каток, столовая, фермерское хозяйство, отделение Сбербанка и почты. Хутор газифицирован и электрифицирован, есть водопровод, центральное отопление. Дороги асфальтированные.
Каждый день ходят автобусы до Фролово и Камышина.
В школьном музее хранится экспонат, оставшийся от съёмок фильма Они сражались за Родину, которые проходили в Волгоградской области — фляжка, которую использовал в съёмках Юрий Никулин.